# Aaron Yoo
Aaron Yoo, född 12 maj 1979 i East Brunswick Township, New Jersey, USA, är en amerikansk skådespelare. 

## Biografi
Aaron Yoo föddes i USA, men hans föräldrar kommer från Korea. Han studerade vid University of Pennsylvania, där han tog sin examen år 2001. När han studerade vid college var han medlem i brödraskapet Sigma Nu Fraternity.
Sin skådespelardebut gjorde han i ett avsnitt av TV-serien Ed från år 2003, men det stora genombrottet fick han år 2007 då han medverkade i filmen Disturbia. 
Förutom att medverka i långfilmer har han även gästspelat i många TV-serier.

## Filmografi i urval
- 2007 - Rocket Science
- 2007 - Disturbia
- 2008 - 21
- 2008 - Cityakuten (gästroll i TV-serie)
- 2008 - The Wackness
- 2008 - Nick och Norahs oändliga låtlista
- 2009 - Friday the 13th
- 2010 - A Nightmare on Elm Street
- 2013 - The Tomorrow People (TV-serie)